# 4084 Hollis
A 4084 Hollis (ideiglenes jelöléssel 1985 GM) a Naprendszer kisbolygóövében található aszteroida. Edward L. G. Bowell fedezte fel 1985. április 14-én.